# 埃尔迪·玛丽亚
埃尔迪·玛丽亚（匈牙利語：Érdi Mária，1998年2月18日—）生于布达佩斯，是一名匈牙利女子帆船运动员，主攻辐射型项目。她10岁时便开始接触帆船，最初她接触的是Optimist型帆船，14岁时，她开始更认真地练习帆船，原本她想练习420型，但因为找不到搭档而决定改练辐射型，并在同年首次参加辐射型的比赛。2016年，她首次参加成年组比赛，并在2018年首次获得世界杯分站赛奖牌。